# Жабјани
Жабљани (мкд. Жабјани) су насеље у Северној Македонији, у средишњем делу државе. Жабљани припадају општини Дољнени.

## Географија
Насеље Жабљани је смештено у средишњем делу Северне Македоније. Од најближег већег града, Прилепа, насеље је удаљено 22 km северозападно.
Рељеф: Жабљани се налазе у северном делу Пелагоније, највеће висоравни Северне Македоније. Насељски атар је махом равничарски, без већих водотока, док се северно од насеља издижу најјужнија брда планине Даутице. Надморска висина насеља је приближно 610 метара.
Клима у насељу је континентална.

## Становништво
По попису становништва из 2002. године, Жабљани су имали 56 становника.
Претежно становништво у етнички Македонци (98%), а остало су Срби.
Већинска вероисповест у насељу је православље.